# Floresta Nacional do Rio Preto
A floresta nacional do Rio Preto é uma unidade de conservação federal situada no município de Conceição da Barra, extremo norte do Espírito Santo.
Instituída oficialmente pelo Decreto n° 98.845, de 17 de janeiro de 1990, e administrada pelo ICMBio - Instituto Chico Mendes de Conservação da Biodiversidade,  e possui uma área de aproximadamente 2.830,0 ha de Mata Atlântica, totalmente inserida no município de Conceição da Barra.
A floresta nacional localiza-se a 56 km da sede do município de Conceição da Barra e a 260 km de Vitória, capital do estado. O acesso à área administrativa da FLONA é feito por 12 km em estrada municipal que liga a BR-101 Norte (aproximadamente no km 27), à comunidade de Córrego do Artur.
Visando ao desenvolvimento de atividades educacionais e científicas relacionadas à conservação do meio ambiente, a visitação nesta unidade de conservação está aberta apenas à grupos escolares. As visitas são executadas mediante prévio agendamento junto à administração da unidade. Possui uma infraestrutura para atividades recreativas e de lazer em contato com a natureza, onde se tem um trabalho de proteção de espécies nativas destinada à produção econômica sustentável de madeira e outros produtos florestais, além da preocupação com a proteção dos recursos hídricos, pesquisa e estudos e manejo da fauna silvestre.
A floresta nacional do Rio Preto apresenta terreno plano e suave, ondulado, cortado por cursos d’água que formam vales profundo e estreitos. Em sua maior parte, apresenta uma formação Florestal Nativa da Mata Atlântica, alterada por ação antrópica, diferenciada em Floresta Ombrófila dos Tabuleiros Terciários, com ocorrências naturais de espécies da flora como o jequitibá, pequi, ipê, cedro, canela, paraju, juçara, copaíba, braúna, peroba entre outras.Entre os representantes da fauna podemos destacar tatus, pacas, veados, lontras, saguis, caxinguelês, teiús, papagaios, tucanos entre outros. Possui trilhas naturais, lagos e um centro de visitantes abertos ao público.

## Histórico de criação da unidade
A área onde hoje esta situada a Floresta Nacional do Rio Preto é remanescente da COBRAICE S.A., laminadora de madeira, que atuou no Espírito Santo por mais de dez anos. Esta área sofreu intensa exploração seletiva na década de sessenta, sendo vendida posteriormente para a Acesita Energética (subsidiária da ACESITA S.A., e responsável pelo abastecimento de carvão vegetal aos altos fornos desta siderúrgica). Permanecendo como área de reserva legal desta empresa até 1985, quando então foi doada ao extinto Instituto Brasileiro de Desenvolvimento Florestal - IBDF, essa área foi inserida na política florestal com o objetivo de promover o desenvolvimento e uso múltiplo dos recursos naturais de forma a permitir a produção de bens e prestação de serviços compatíveis com a sua finalidade, bem como, a pesquisa científica, com ênfase em métodos para exploração sustentável de florestas nativas. Neste ínterim, visando ao cumprimento destes objetivos, em 17 de janeiro de 1990 a FLONA Rio Preto foi legalmente instituída pelo Decreto nº 98.845.

## Recursos Naturais

### Vegetação
A FLONA Rio Preto pertence à Região Fitoecológica denominada Floresta Ombrófila Densa ou Floresta Tropical Pluvial. e possui uma vegetação original denominada floresta ombrófila densa de terras baixas, estabelecida em solos de tabuleiros terciários do Grupo Barreiras. No último Inventário Florestal realizado na unidade foram encontradas 338 espécies de plantas arbóreas em seu interior. Esta vegetação apresenta três estratos definidos, o superior formado por espécies dominantes como o tanheiro (Alchornea triplinervia), a bomba-d’água (Hidrogaster trinervis), o angico (Parapiptadenia rígida), a boleira (Joannesia princeps), a bicuiba (Virola gardneri), e a canela-preta (Ocotea catharinensis), entre outras. No estrato intermediário destaca-se a ocorrência do palmito (Euterpe edulis), e no estrato arbustivo são encontradas inúmeras espécies, como a samambaia preta (Hemitelia setosa) e o xaxim (Dicksonia sellowiana).
No norte do Espírito Santo, a floresta original dos tabuleiros já foi bastante explorada, restando poucas áreas em bom estado de conservação, como é o caso da Reserva Biológica de Sooretama e da Reserva Natural Vale, ambas localizadas no município de Linhares.Convém salientar que existem ainda na região outros fragmentos de Mata Atlântica, com menores extensões e em razoável estado de conservação.
Tal como ocorreu com a floresta original dos tabuleiros, a FLONA Rio Preto-ES também foi muito degradada, pelas freqüentes e intensivas ações humanas a que foi submetida. Destaca-se ainda, o fato de que existem no interior da unidade, 58 hectares de Eucalipto (Eucalyptus citriodora), como parte de um projeto de manejo sustentável deste produto na região. Apesar de ser um dos últimos remanescentes de Mata Atlântica de baixadas no Estado, a vegetação que constitui a FLONA Rio Preto, sofreu intenso impacto devido incêndios florestais e corte seletivo de madeira. No entanto, para fins de educação ambiental e interpretação da natureza, a unidade apresenta ampla variedade de ambientes com boa integridade florística (Ex: campos de bromélias e orquídeas nativas).

### Fauna
Para cumprir os objetivos de caracterizar a fauna, definir áreas e ambientes com maior diversidade, portanto, prioritários para conservação, e subsidiar o Plano de Manejo da FLONA Rio Preto, foi executado um Inventário Faunístico em 1998. No referido inventário, foram amostradas na unidade 36 espécies da herpetofauna: 21 de anfíbios; 7 de serpentes; 5 de lagartos; 2 de quelônios; e 1 de crocodilianos. Dentre estas, destaca-se Jacaré-do-papo-amarelo (Caiman latirostris), por ser espécie quase ameaçada de extinção.
No tocante à avifauna, estima-se que haja na FLONA Rio Preto 212 espécies de aves silvestres. Vale a pena destacar que das 42 espécies da avifauna citadas como indicadoras de bom estado de conservação de habitats de Mata Atlântica de baixadas, 16 foram amostradas na FLONA. Destas, somente o papagaio-chauá (Amazona rhodocorytha) foi observada em determinados trechos da floresta que sofreu ocorrência de incêndios. As demais foram observadas somente na mata conservada. Há também registro de ocorrência de araponga (Procnias nudicollis).
Com relação à mastofauna, foram registradas no interior da unidade 47 espécies de mamíferos. Destas, 8 encontram-se ameaçadas de extinção: ouriço-preto (Chaetomy subspinosus), jaguatirica (Leopardus pardalis), gato-do-mato (Leopardus tigrinus), gato-maracajá (Leopardus wiedii), puma (Puma concolor), lontra (Lontra longicaudis), tatu-canastra (Priodontes maximus) e preguiça-de-coleira (Bradypus torquatus). Todas as espécies de primatas que provavelmente ocorrem na região norte do Espírito Santo foram registradas na FLONA. As referidas espécies são: sagüi-da-cara-branca (Callithrix geoffroyi), sauá ou guigó (Callicebus personatus personatus), macaco-prego (Cebus robustus) e barbado ou bugio (Alouatta fusca). As espécies (Callicebus personatus) e (Alouatta fusca) são consideradas espécies ameaçadas de extinção.

## Geomorfologia e Relevo
O relevo da área da FLONA Rio Preto varia de plano a suavemente ondulado. Apresenta, em extensões reduzidas, algumas depressões nas áreas marginais aos cursos d' água, onde se acumulam águas de chuvas, a altitude local varia de 5 a 50 m, enquanto o padrão regional encontra-se entre 0 e 400 m. O depósito sedimentar a que se refere o domínio geomorfológico é constituído de areias e argilas variegadas, com eventuais linhas de pedra,geralmente com baixo grau de litificação, dispostas em camadas com espessura variada.